# Ширококлюнови
Ширококлюновите, още ширококлюни кълвачи (Eurylaimidae) са семейство малки врабчоподобни птици.

## Описание
Повечето ширококлюнови са ярко оцветени, с широки глави, големи очи и извит, плосък и широк клюн. Дължината им варира от 13 до 28 cm. Живеят в гъстите и влажни гори, което им позволява да се скрият, въпреки яркото им оперение. Оперението на младите е подобно на това на възрастните, различават се единствено по по-късите крила и опашка.

## Разпространение и местообитание
Една част от тези птици са разпространени в Африка на юг от Сахара, а останалите се простират от източните Хималаи до Индонезия и Филипините.

## Хранене
Ширококлюновите са в по-голямата си част насекомоядни и месоядни. Предполагаемата плячка включва насекоми, паяци, стоножки и диплоподи, както и гущери и дървесни жаби. Някои видове могат да се хранят и с плодове.

## Размножаване
Доста от видовете се придвижват на ята от по 20 индивида. Обикновено снасят две до три яйца.

## Класификация
Семейство Ширококлюнови
- Подсемейство Smithornithinae
  - Род Smithornis
    - Вид Smithornis capensis
    - Вид Smithornis sharpei
    - Вид Smithornis rufolateralis
- Подсемейство Pseudocalyptomeninae
  - Род Pseudocalyptomena
    - Вид Pseudocalyptomena graueri
- Подсемейство Calyptomeninae
  - Род Зелени ширококлюни (Calyptomena)
    - Вид Зелен ширококлюн (Calyptomena viridis)
    - Вид Синьокоремен зелен ширококлюн (Calyptomena hosii)
    - Вид Голям зелен ширококлюн (Calyptomena whiteheadi)
- Подсемейство Eurylaiminae
  - Род Кафяви ширококлюни (Corydon)
    - Вид Кафяв ширококлюн (Corydon sumatranus)

  - Род Червенокоремен ширококлюн (Cymbirhynchus)
    - Вид Червенокоремен ширококлюн (Cymbirhynchus macrorhynchos)

  - Род Ширококлюни (Eurylaimus)
    - Вид Явански ширококлюн (Eurylaimus javanicus)
    - Вид Eurylaimus ochromalus

  - Род Sarcophanops
    - Вид Sarcophanops steerii
    - Вид Sarcophanops samarensis

  - Род Дългоопашати ширококлюни (Psarisomus)
    - Вид Дългоопашат ширококлюн (Psarisomus dalhousiae)

  - Род Сивогръди ширококлюни (Serilophus)
    - Вид Сивогръд ширококлюн (Serilophus lunatus)